# Meinolf Hellmund
Meinolf Matthias Hellmund (* 31. Mai 1960 in Troisdorf; † 23. Oktober 2016) war ein deutscher Geologe und Paläontologe.

## Leben
Meinolf Hellmund studierte an der Rheinischen Friedrich-Wilhelms-Universität in Bonn Geologie und Paläontologie und schloss das Studium 1986 mit seiner Diplomarbeit über die Geologie der Umgebung von Rott unter besonderer Berücksichtigung der tertiären Flora und Fauna ab. 1987 wechselte er an die Johannes-Gutenberg-Universität in Mainz, wo er 1989 mit seiner Dissertation über die europäischen Species der Gattung Elomeryx Marsh 1894 (Anthracotheriidae, Artiodactyla, Mammalia) promoviert wurde.
Meinolf Hellmund wirkte anschließend als wissenschaftlicher Volontär am Staatlichen Museum für Naturkunde in Stuttgart und danach ab 1991 in der Archäologischen und Paläontologischen Denkmalpflege am Rheinischen Landesamt für Bodendenkmalpflege in Bonn.
Meinolf Hellmund erforschte intensiv die Fossillagerstätte Rott und machte von diesem Fundort unter anderem im Zeitraum von 1987 bis 1993 fossilgewordene Gelege von Kleinlibellen (Eilogen) bekannt. Dabei publizierte er zum Teil gemeinsam mit seinem Vater Winfried Hellmund (1928–2015), der als Studiendirektor am Gymnasium Zum Altenforst in Troisdorf tätig war.
Am 1. Juni 1992 wurde Meinolf Hellmund in der Nachfolge von Günter Krumbiegel Kustos der Geiseltalsammlung, die später im November 2009 dem neu gegründeten Zentralmagazin Naturwissenschaftlicher Sammlungen (Martin-Luther-Universität) (ZNS) in Halle (Saale) angegliedert wurde. Meinolf Hellmund war verheiratet mit Dr. Monika Hellmund, geb. Schäfer.

## Schriften (Auswahl)
- Beiträge zur Geologie der Umgebung von Rott unter besonderer Berücksichtigung der tertiären Flora und Fauna. Diplomarbeit, 1986, S. 1–211, Universität Bonn (unveröffentlicht)
- mit Wolfgang Böhme: Zweiter Fund eines vollständigen Exemplares von Chelotriton paradoxus Pomel, 1853 aus dem Oberoligozän von Rott bei Bonn (Caudata: Salamandridae). In: Salamandra, 23, 2/3, Bonn 1987, S. 142–152 (Digitalisat)
- Hennef-Rott, eine Fossilfundstelle von Weltgeltung im Rhein-Sieg-Kreis. In: Jahrbuch des Rhein-Sieg-Kreises 1988, ISBN 3-925551-04-2, S. 152–157
- Revision der europäischen Species der Gattung Elomeryx Marsh 1894 (Anthracotheriidae, Artiodactyla, Mammalia) – Odontologische Untersuchungen. Dissertation, 1989, Universität Mainz
- Revision der europäischen Species der Gattung Elomeryx Marsh 1894 (Anthracotheriidae, Artiodactyla, Mammalia) – Odontologische Untersuchungen. Palaeontographica, 220, Stuttgart 1991, S. 1–101
- mit Windolf Hellmund: Eiablageverhalten fossiler Kleinlibellen (Odonata, Zygoptera) aus dem Oberoligozän von Rott im Siebengebirge. In: Stuttgarter Beiträge zur Naturkunde, B 177, Stuttgart 1991, S. 1–17 (Digitalisat)
- mit Windolf Hellmund: Neufund fossiler Eilogen (Odonata, Zygoptera, Coenagrionidae) aus dem Oberoligozän von Rott im Siebengebirge. In Decheniana, 146, Bonn 1993, S. 348–351
- Skelettrekonstruktion von Propalaeotherium hassiacum (Equidae, Perissodactyla, Mammalia) basierend auf den Funden aus dem eozänen Geiseltal (Sachsen-Anhalt, Deutschland). Hallesches Jahrbuch für Geowissenschaften Reihe B, Beiheft 12, 2000, S. 1–55